# 대동고려삼
대동고려삼 주식회사는 충청남도 금산군에 본사를 둔 식품 제조업체이다.

## 역사
- 2002년 3월: 대동홍삼(주) 법인 설립
- 2002년 12월: 대동홍삼(주) 공장 준공
- 2003년 2월: 대동고려삼으로 법인명 변경
- 2003년 5월: 불로건. 소미건. 총명건 등 15건 상표 등록 출원
- 2005년 1월: 국립농산물 품질관리원 인삼류 자체검사업체 지정 (제13호) 지정
- 2005년 6월: 자본금 4억원으로 증자
- 2007년 6월: 충청남도지사 품질추천 농특산물 인정
- 2007년 7월: 충청남도 유망 중소기업 지정업체 선정
- 2007년 10월: 벤처기업 인정
- 2007년 11월: BSI ISO 22000:2005 인정
- 2007년 12월: 이노비즈(기술보증기금)지정 / 금산군 기업인대회 종합대상수상
- 2008년 8월: 자본금 12억원으로 증자
- 2008년 9월: 제15회 충청남도 기업인대회 “우수기업인상” 수상
- 2010년 7월: G마크 품질인증 지정
- 2011년 9월: 금산세계인삼엑스포 참가
- 2011년 10월: GMP 인증 획득
- 2013년 12월: 한국거래소 코넥스시장 주식상장[1][3]
- 2015년 6월: 자본금 28억원으로 증자 (신주 131만주 발행)
- 2016년 6월: 자본금 29억원으로 증자 (신주 16만주 발행)
- 2017년 11월: HACCP인증 획득
- 2017년 12월: 동탑산업훈장 수훈 (일자리창출)
- 2019년 11월: ISO 1400, ISO 4500, FSSC 22000인증
- 2019년 12월: 수출 300만불탑 수상
- 2020년 6월: 본관동 신축
- 2021년 8월: 중국 광저우 사무소 설립